# Jenke Kaldenberg
(Jan) Jenke Kaldenberg (31 augustus 1935 - 1 december 2015) was een Nederlandse beiaardier. 

## Biografie
Kaldenberg kwam in 1965 met zijn gezin naar Enkhuizen en volgde daar Willem Mesdag op als stadsbeiaardier en dirigent van diverse koren in Enkhuizen. Daarnaast gaf hij muziekles op de Driebanen op de Christelijke Groen van Prinsterer- en op de Kuipersdijk op de Openbare mulo/mavo-school in Enkhuizen. Hij kwam uit Zuid-Afrika waar zijn oom ook beiaardier in Kaapstad was. Zijn vader was organist in onder andere Meppel, voordat deze met de familie emigreerde naar Zuid-Afrika. Zelf bespeelde hij ook het orgel, maar het meest was hij beiaardier, pianist muziekdocent en dirigent. 
In Enkhuizen bespeelde hij wekelijks de Hemony-klokken van zowel de Zuider- of Sint-Pancrastoren als de Drommedaris. 

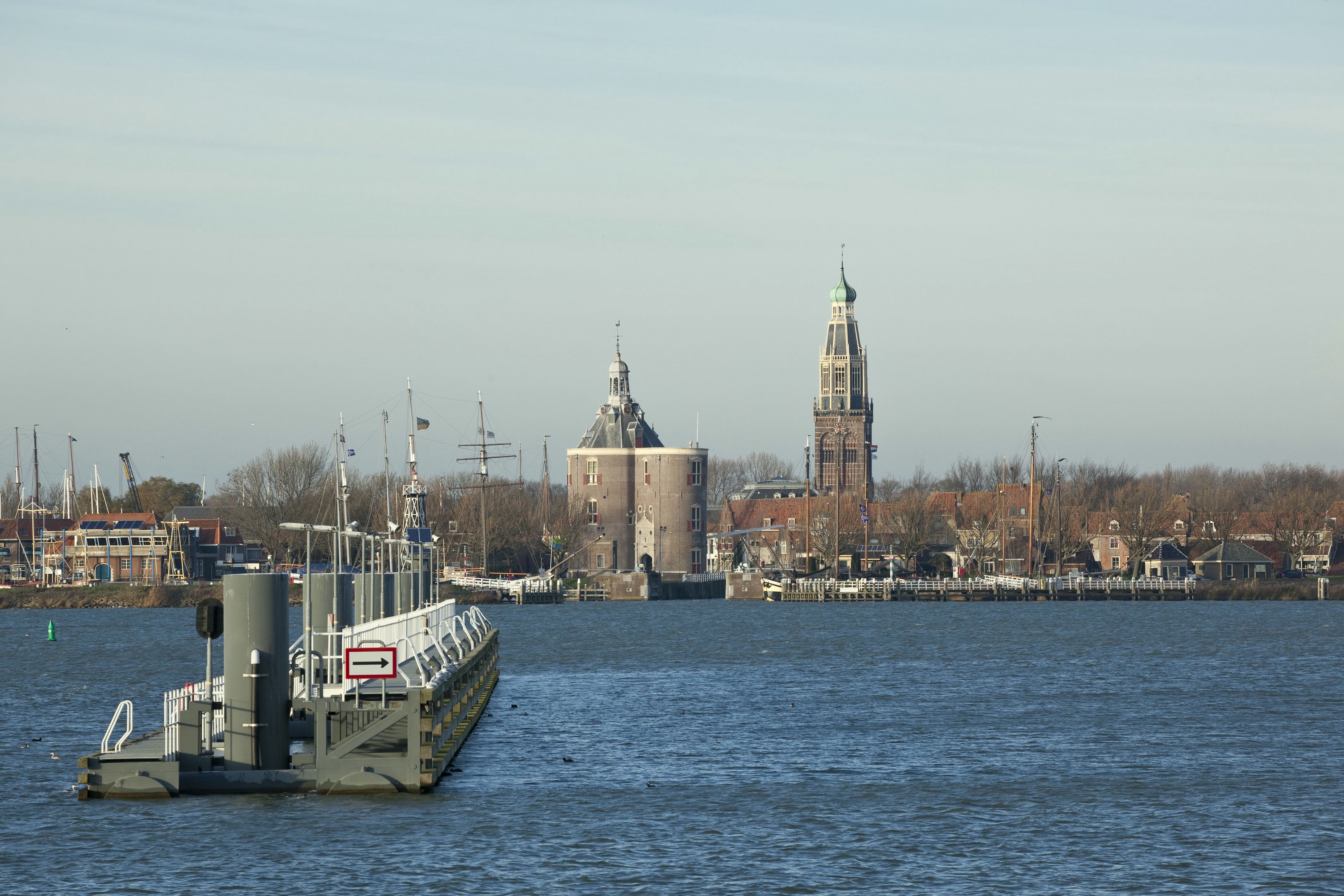
Zuidertoren en Drommedaris gezien vanaf de dijk naar Lelystad

In Alkmaar volgde hij rond 1970 Ben van der Veen op als stadsbeiaardier, waar hij de Melchior de Haze klokken van de Waag en de Grote- of Sint-Laurenskerk bespeelde. Ook speelde hij op de Ruïnekerk in Bergen (NH), waar een twee octaaf carillon van Petit en Fritsen hangt als oorlogsmonument. Hij verzorgde hiervan ook de ingebruikname op 5 mei 1970. 

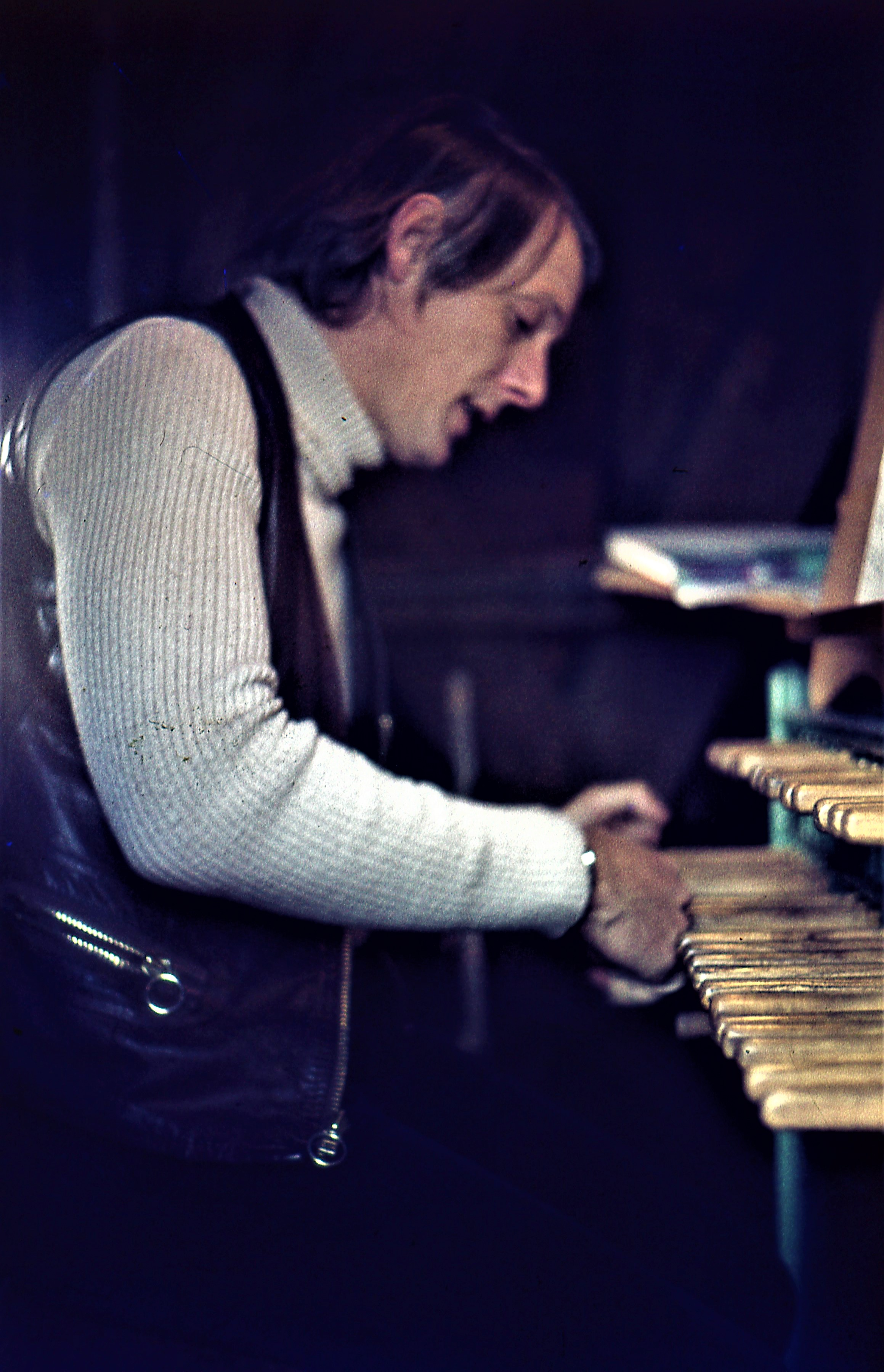
Jenke Kaldenberg speelt op het Melchior de Haze Carillon van de Grote Kerk in Alkmaar

Hij woonde na de door problemen met zijn fysieke gezondheid (hernia) gedwongen afscheid uit Enkhuizen op meerdere plaatsen; Amsterdam, Doesburg, Maastricht en het laatst tot zijn overlijden in november 2015 in de Vijzelstraat in Enkhuizen. Hij had schilders in zijn familie en schilderde zelf meest in aquarelstijl. Hij gaf een verjaardagkalender met stadsgezichten van Enkhuizen uit.  Ook was hij actief als schrijver van korte gedichtjes in Japanse Senryu-stijl, die hij ook liet uitgeven. Hij was enige tijd galeriehouder in o.a. Amsterdam. 

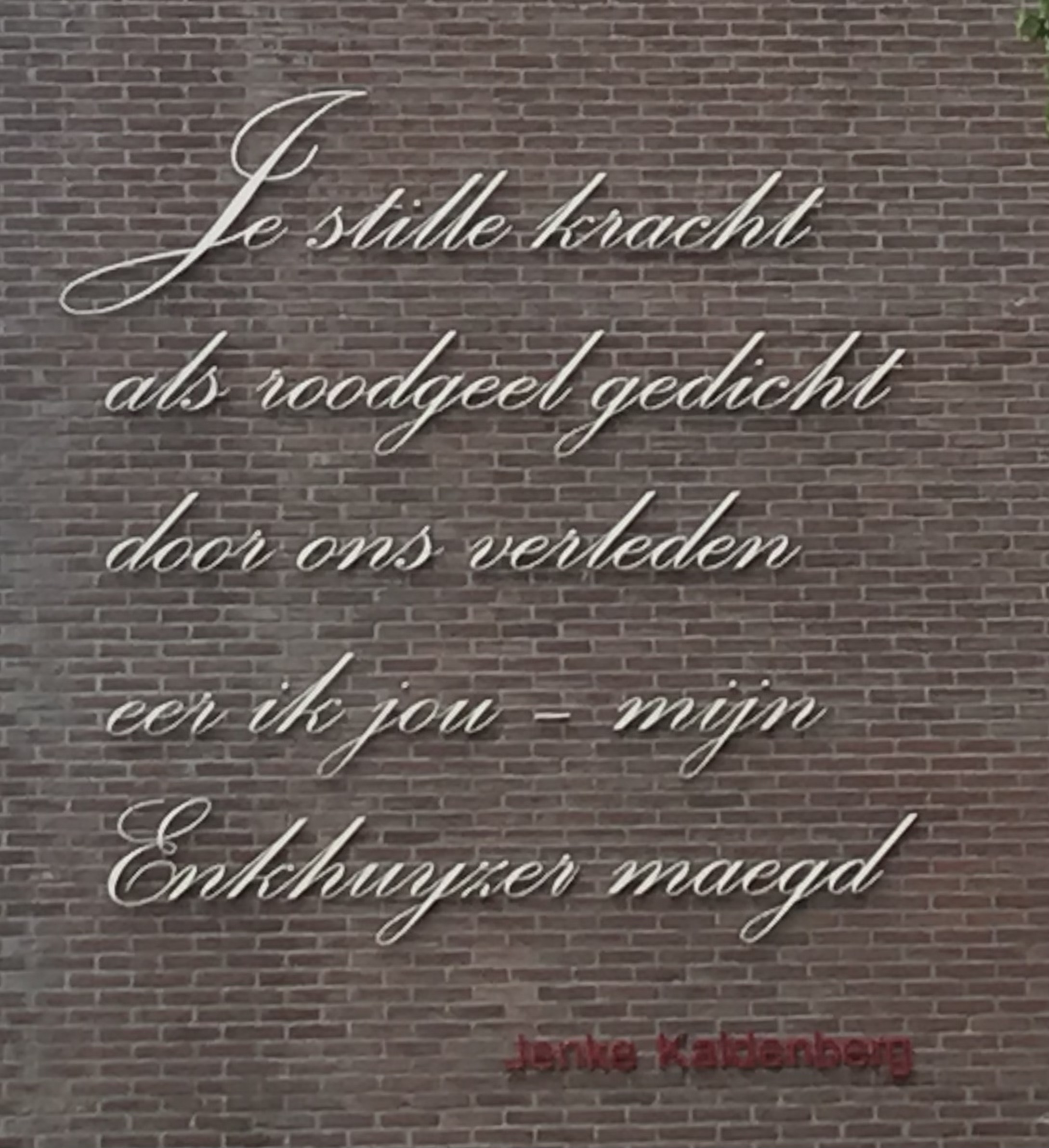
Bij een kunstwerk van de stedenmaagd op de dreef van Enkhuizen hangt dit gedicht op een gevel tegenover de rotonde met het kunst werk: de Stedenmaagd die het wapen van Enkhuizen draagt.

 Jenke was lid van de Vrijmetselarij.